# Donervon Daniels
Donervon Joseph Daniels (24 novembre 1993) è un calciatore montserratiano, difensore dell'Oldham Athletic.

## Carriera

### Club
Ha giocato 9 partite nella massima serie scozzese con l'Aberdeen e complessive 23 partite nella seconda divisione inglese, con le maglie di Blackpool, Wigan e Luton Town.

### Nazionale
Il 2 giugno 2021 ha esordito con la nazionale montserratiana giocando l'incontro vinto 4-0 contro le Isole Vergini Americane, valido per le qualificazioni al campionato mondiale di calcio 2022.

## Statistiche

### Presenze e reti nei club
Statistiche aggiornate al 2 dicembre 2022.
| Stagione               | Squadra                | Campionato             | Campionato | Campionato | Coppe nazionali | Coppe nazionali | Coppe nazionali | Coppe continentali | Coppe continentali | Coppe continentali | Altre coppe | Altre coppe | Altre coppe | Totale | Totale |
| Stagione               | Squadra                | Comp                   | Pres       | Reti       | Comp            | Pres            | Reti            | Comp               | Pres               | Reti               | Comp        | Pres        | Reti        | Pres   | Reti   |
| ---------------------- | ---------------------- | ---------------------- | ---------- | ---------- | --------------- | --------------- | --------------- | ------------------ | ------------------ | ------------------ | ----------- | ----------- | ----------- | ------ | ------ |
| nov. 2012-2013         | Tranmere               | FL1                    | 13         | 1          | FACup+CdL       | 1 + -           | 0               |                    | -                  | -                  | FLT         | -           | -           | 14     | 1      |
| nov. 2013-gen. 2014    | Gillingham             | FL1                    | 3          | 1          | FACup+CdL       | -               | -               |                    | -                  | -                  | FLT         | -           | -           | 3      | 1      |
| 2014-gen. 2015         | Blackpool              | FLC                    | 19         | 1          | FACup+CdL       | -               | -               |                    | -                  | -                  |             | -           | -           | 19     | 1      |
| gen.-mag. 2015         | Aberdeen               | SP                     | 9          | 0          | CS+CdL          | - + 1           | - + 1           | UEL                | -                  | -                  |             | -           | -           | 10     | 1      |
| 2015-2016              | Wigan                  | FL1                    | 42         | 3          | FACup+CdL       | 1+0             | 0               |                    | -                  | -                  | FLT         | 2           | 0           | 45     | 3      |
| 2016-2017              | Wigan                  | FLC                    | 1          | 0          | FACup+CdL       | 0+1             | 0               |                    | -                  | -                  |             | -           | -           | 2      | 0      |
| 2017-gen. 2018         | Rochdale               | FL1                    | 15         | 0          | FACup+CdL       | 3 + -           | 0               |                    | -                  | -                  | FLT         | 0           | 0           | 18     | 0      |
| gen.-mag. 2018         | Wigan                  | FL1                    | 1          | 0          | FACup+CdL       | 0+2             | 0               |                    | -                  | -                  | FLT         | 1           | 0           | 4      | 0      |
| Totale Wigan           | Totale Wigan           | Totale Wigan           | 44         | 3          |                 | 4               | 0               |                    | -                  | -                  |             | 3           | 0           | 51     | 3      |
| 2018-2019              | Blackpool              | FL1                    | 24         | 0          | FACup+CdL       | 3+1             | 0               |                    | -                  | -                  | FLT         | 2           | 0           | 30     | 0      |
| set. 2019-gen. 2020    | Doncaster              | FL1                    | 10         | 0          | FACup+CdL       | 0 + -           | 0               |                    | -                  | -                  | FLT         | 3           | 0           | 13     | 0      |
| gen.-mag. 2020         | Luton Town             | FLC                    | 3          | 1          | FACup+CdL       | 1 + -           | 0               |                    | -                  | -                  |             | -           | -           | 4      | 1      |
| 2020-2021              | Crewe Alexandra        | FL1                    | 15         | 0          | FACup+CdL       | 0               | 0               |                    | -                  | -                  | FLT         | 1           | 0           | 16     | 0      |
| 2021-gen. 2022         | Crewe Alexandra        | FL1                    | 11         | 0          | FACup+CdL       | 1+1             | 0               |                    | -                  | -                  | FLT         | 2           | 0           | 15     | 0      |
| Totale Crewe Alexandra | Totale Crewe Alexandra | Totale Crewe Alexandra | 26         | 0          |                 | 2               | 0               |                    | -                  | -                  |             | 3           | 0           | 31     | 0      |
| gen.-mag. 2022         | Walsall                | FL2                    | 18         | 1          | FACup+CdL       | -               | -               |                    | -                  | -                  | FLT         | -           | -           | 18     | 1      |
| 2022-2023              | Walsall                | FL2                    | 19         | 1          | FACup+CdL       | 2+2             | 0               |                    | -                  | -                  | FLT         | 1           | 0           | 24     | 1      |
| Totale Walsall         | Totale Walsall         | Totale Walsall         | 37         | 2          |                 | 4               | 0               |                    | -                  | -                  |             | 1           | 0           | 42     | 2      |
| Totale carriera        | Totale carriera        | Totale carriera        | 203        | 9          |                 | 20              | 1               |                    | -                  | -                  |             | 12          | 0           | 235    | 10     |

### Cronologia presenze e reti in nazionale
| Cronologia completa delle presenze e delle reti in nazionale ― Montserrat | Cronologia completa delle presenze e delle reti in nazionale ― Montserrat | Cronologia completa delle presenze e delle reti in nazionale ― Montserrat | Cronologia completa delle presenze e delle reti in nazionale ― Montserrat | Cronologia completa delle presenze e delle reti in nazionale ― Montserrat | Cronologia completa delle presenze e delle reti in nazionale ― Montserrat | Cronologia completa delle presenze e delle reti in nazionale ― Montserrat | Cronologia completa delle presenze e delle reti in nazionale ― Montserrat |
| Data                                                                      | Città                                                                     | In casa                                                                   | Risultato                                                                 | Ospiti                                                                    | Competizione                                                              | Reti                                                                      | Note                                                                      |
| ------------------------------------------------------------------------- | ------------------------------------------------------------------------- | ------------------------------------------------------------------------- | ------------------------------------------------------------------------- | ------------------------------------------------------------------------- | ------------------------------------------------------------------------- | ------------------------------------------------------------------------- | ------------------------------------------------------------------------- |
| 2-6-2021                                                                  | San Cristóbal                                                             | Montserrat                                                                | 4 – 0                                                                     | Isole Vergini Americane                                                   | Qual. Mondiali 2022                                                       | -                                                                         |                                                                           |
| Totale                                                                    |                                                                           | Presenze                                                                  | 1                                                                         |                                                                           | Reti                                                                      | 0                                                                         |                                                                           |

## Palmarès

### Club

#### Competizioni nazionali
- Football League One: 2

Wigan: 2015-2016, 2017-2018